# Чтение книги Бытия экипажем Аполлона-8

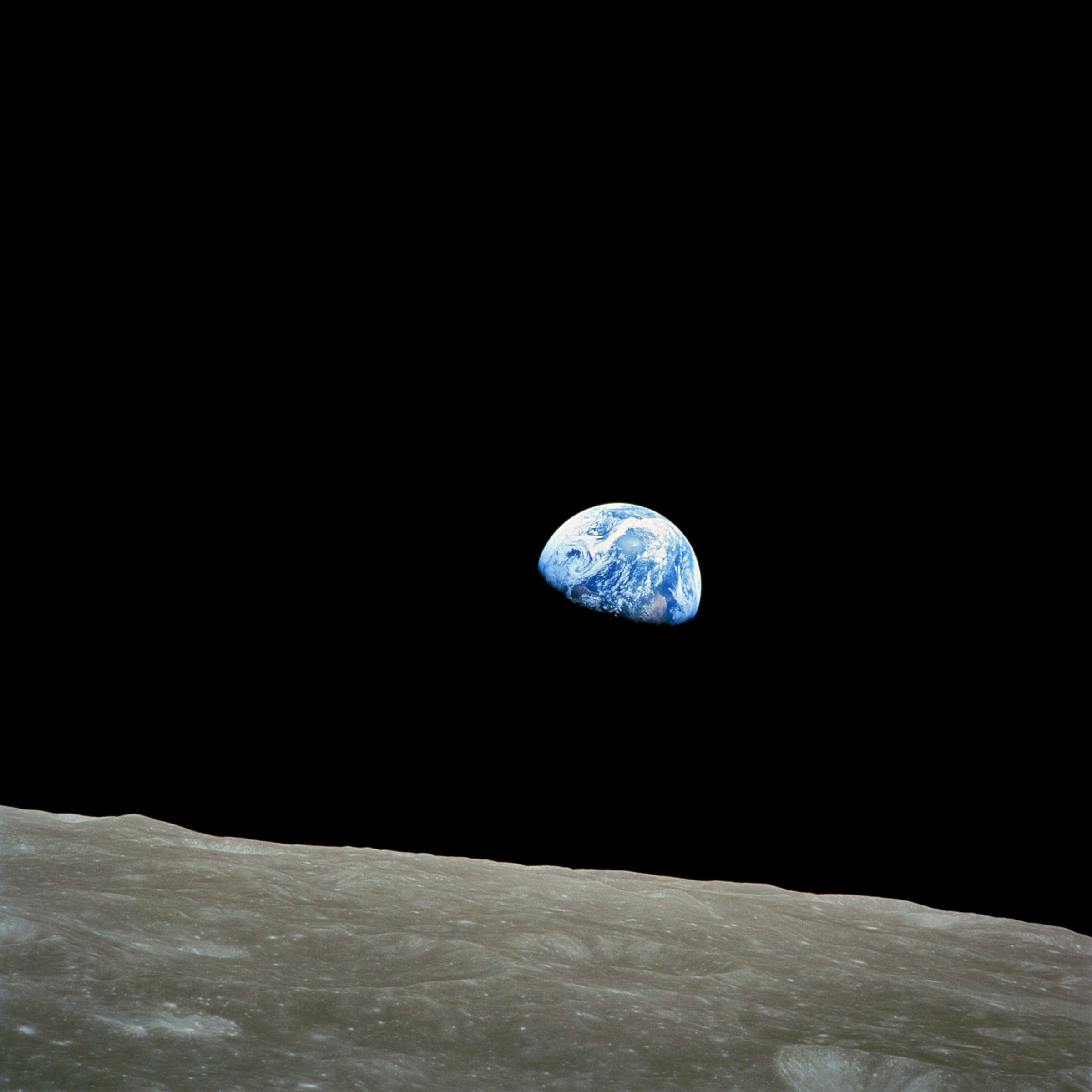
Восход Земли, цветная фотография Земли с Луны, сделанная Андерсом в тот день. Телевизионная картинка была чёрно-белая и низкого качества

В сочельник 24 декабря 1968 года экипаж космического корабля Аполлон-8 по очереди прочёл стихи из Книги Бытия при нахождении корабля на орбите Луны. Телевизионная трансляция этого чтения собрала наибольшую телеаудиторию для того времени. Использовался текст, предоставленный Гедеоновыми братьями. Уильям Андерс, Джеймс Ловелл и Фрэнк Борман прочитали 1 главу, стихи с 1 по 10-й, используя перевод, известный как Библия короля Якова. Андерс начал обращение и читал стихи 1-4, Ловелл читал стихи 5-8, затем Борман прочёл стихи 9-10 и завершил передачу.

## Содержание послания от Аполлона-8
Обращение начал Уильям Андерс:

Скоро над Луной взойдет солнце. Экипаж Аполлона-8 хотел бы обратиться с сообщением ко всем людям там, на Земле.Оригинальный текст (англ.)
We are now approaching lunar sunrise, and for all the people back on Earth, the crew of Apollo 8 has a message that we would like to send to you.

В начале сотворил Бог небо и землю. Земля же была безвидна и пуста, и тьма над бездною, и Дух Божий носился над водою. И сказал Бог: да будет свет. И стал свет. И увидел Бог свет, что он хорош, и отделил Бог свет от тьмы.Оригинальный текст (англ.)
In the beginning God created the heaven and the earth.
And the earth was without form, and void; and darkness was upon the face of the deep. And the Spirit of God moved upon the face of the waters.
And God said, Let there be light: and there was light.
And God saw the light, that it was good: and God divided the light from the darkness.

Затем продолжил Джеймс Ловелл:

И назвал Бог свет днем, а тьму ночью. И был вечер, и было утро: день один. И сказал Бог: да будет твердь посреди воды, и да отделяет она воду от воды. И создал Бог твердь, и отделил воду, которая под твердью, от воды, которая над твердью. И стало так. И назвал Бог твердь небом. И был вечер, и было утро: день второй.Оригинальный текст (англ.)
And God called the light Day, and the darkness he called Night. And the evening and the morning were the first day.
And God said, Let there be a firmament in the midst of the waters, and let it divide the waters from the waters.
And God made the firmament, and divided the waters which were under the firmament from the waters which were above the firmament: and it was so.
And God called the firmament Heaven. And the evening and the morning were the second day.

Чтение завершил Фрэнк Борман:

И сказал Бог: да соберется вода, которая под небом, в одно место, и да явится суша. И стало так. И назвал Бог сушу землею, а собрание вод назвал морями. И увидел Бог, что это хорошо.Оригинальный текст (англ.)
And God said, Let the waters under the heaven be gathered together unto one place, and let the dry land appear: and it was so.
And God called the dry land Earth; and the gathering together of the waters called he Seas: and God saw that it was good.

В завершение, от всего экипажа Аполло-8, мы желаем всем доброй ночи, удачи, счастливого Рождества и благослови Господь вас всех — там, на доброй Земле.Оригинальный текст (англ.)
And from the crew of Apollo 8, we close with good night, good luck, a Merry Christmas – and God bless all of you, all of you on the good Earth.

## Судебный иск
Американская атеистка Мадалин Мюррей О'Хэйр подала иск против НАСА, обвиняя государственную организацию в нарушении первой поправки к Конституции США. Иск был подан в региональный суд Техаса, который не принял дело к рассмотрению. Прямая апелляция в Верховный суд была отклонена. Также была отклонена и апелляция в Апелляционный суд пятого округа США, который подтвердил отказ регионального суда Техаса per curiam. В конце концов, Верховный суд отказал в рассмотрении дела.
Позже, в 1969 году на Аполлон-11, Базз Олдрин провёл Евхаристию на лунной поверхности сразу после посадки на Луну. Поскольку он не держал свои намерения в тайне, он произнес в эфир лишь общие слова, а затем читал Библию вне сеанса радиосвязи.

## В филателии

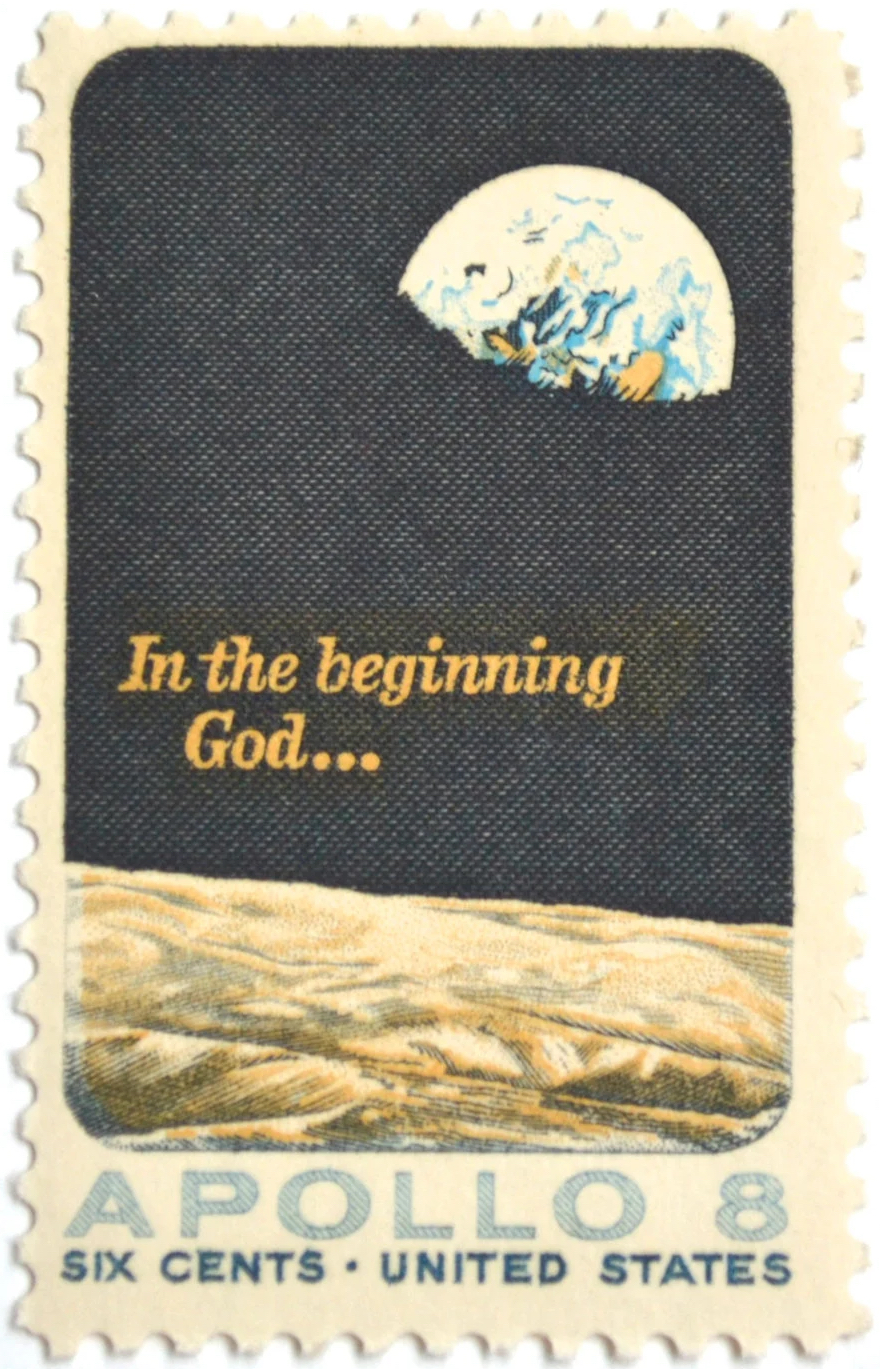
Почтовая марка в честь события

В 1969 году почта США выпустила почтовую марку (Scott # 1371) в память полёта Аполлона-8 и этого чтения. Изображение основано на знаменитой фотографии — восход земли над лунным горизонтом, со словами «In the beginning God…» (рус. "В начале сотворил Бог..."). 

## В популярной культуре
- Майк Олдфилд использовал часть записи речи Билла Андерса в первых двух песнях альбома The Songs of Distant Earth (1994).
- Astral Projection использовали семпл записи в треке Let There Be Light (1995).
- Brave Saint Saturn использовали запись в песне Under Bridges из альбома So Far from Home (2000).
- Down Below использовали запись в начале песни How To Die In Space (2004).
- Майкл Джексон использовал часть записи в песне HIStory (1995).
- MGMT использовали отрывки речи Бормана в песне Come On Christmas (2005).
- Arena использовали записи в песне Purgatory Road из альбома Pepper's Ghost (2005).
- Шведская прогрессив-рок-группа Moon Safari использовала первые две фразы Билла Андерса в своей песне Moonwalk.
- Европейский электронный дуэт VNV Nation использовал семпл записи в песне Genesis из их альбома Futureperfect (2002).
- Голландский диджей Bakermat использовал начальный куплет аудио в своём сингле Uitzicht (2013).
- Электронный дуэт W&W включил фрагмент речи Андерса в песню Lift Off (2013).

### Телевидение
- В серии Space: Above and Beyond (1995) «The River of Stars» звучит запись Аполлона 8.
- В эпизоде 1968 мини-сериала HBO From the Earth to the Moon (1998) зачитан полный текст.
- В серии Outlander (2017) «Freedom & Whisky» использован отрывок речи Джеймса Ловелла.